# منتخب تونس لكرة اليد للناشئين
منتخب تونس لكرة اليد للناشئين هو ممثل تونس الرسمي في المنافسات الدولية في كرة اليد للناشئين. تشرف عليه الجامعة التونسية لكرة اليد.
.